# کاستل کوندینو
کاستل کوندینو (به ایتالیایی: Castel Condino) یک کومونه در ایتالیا است که در ترنتینو واقع شده‌است. کاستل کوندینو ۱۱٫۱ کیلومتر مربع مساحت و ۲۳۵ نفر جمعیت دارد.